# Oréane Lechenault
Oréane Lechenault est une gymnaste artistique française, née aux Lilas le 31 août 2000. Elle a participé aux Jeux Olympiques de Rio (2016) et est médaillée de bronze par équipe aux Championnats d'Europe 2016.

## Biographie
Oréane Lechenault découvre la gymnastique à la télévision. À cette époque, elle désespérait ses parents de ne vouloir faire aucun sport, mais la gymnastique l'a tout de suite séduite et elle voulut en pratiquer. Elle fait ses débuts en gymnastique au club de l'Ancienne de Paris, à sept ans. Elle participe à sa première compétition, où elle arrive troisième en équipe et première en individuelle. Bien vite, son club ne peut plus répondre à ses attente. En 2009, elle entre en sport études au club de l’Union sportive de Créteil, ses entraînements s'intensifient avec près de 18 heures par semaine. Elle y progresse rapidement, ce qui permet d’intégrer en 2011 le Pôle Espoir de Toulon où elle est entrainée par Céline et Eric Boucharin. L'année suivante, ses aptitudes lui permettent d'intégrer le collectif France espoir. Elle restera au pôle de Toulon jusqu'à son départ pour les Jeux olympiques de Rio. 
En 2016, Oréane Lechenault concourt en catégorie sénior (16 ans et plus). Dans cette catégorie, elle a notamment participé à des grandes compétitions internationales avec l’équipe de France :
- Le Test Event à Rio[3], où la France termine 4e sur 8 équipes et obtient le dernier quota de qualification pour les Jeux olympiques 2016[4],[5],[6].
- Les Championnats d'Europe 2016, où Oréane Lechenault est médaillée de bronze par équipes avec Marine Brevet, Loan His, Marine Boyer et Alison Lepin[7]. Le clan tricolore n'était pas monté sur un podium européen par équipe depuis 2008.
- En août 2016, Oréane a participé aux jeux olympiques, à Rio de Janeiro[8],[9],[10],[11],[12],[13],[14],[15],[16],[17], en tant que benjamine et plus jeune, la plus légère et la plus petite de la délégation française[18],[19],[20],[21],[22],[23],[24],[25].

À la suite de la fermeture du pôle, elle intègre l'INSEP ( Institut National du Sport, de l'Expertise et de la Performance ) en septembre 2016 où elle est entraînée par Dimitru Pop et le couple chinois Hong Ma Wang et Jianfu Ma. Durant l'année 2016-2017, Oréane Lechenault n'est malheureusement pas sélectionnée pour les différents tournois internationaux et est sujette à une poussée de croissance qui chamboule ses repères sur les agrès. Elle s'offre par la suite la seconde place au saut lors des championnats de France élite individuel à Ponts-de-cé, exæquo avec Léanne Bourgeois. En 2017 Hong ma Wang et Jianfu Ma quittent l'INSEP et la France pour retourner dans leur pays d’origine c’est donc Cédric Guille et Martine George qui les remplacent. À la suite de plusieurs blessures à la cheville, Oréane Lechenault est contrainte de se reposer pendant deux mois ; elle reprend ensuite la compétition en ayant pour objectif les Jeux de Tokyo.
Elle prend officiellement sa retraite le 2 avril 2020, à l'âge de 19 ans.

## Palmarès

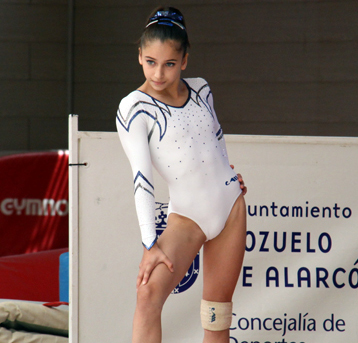
Oréane Lechenault lors du tournoi international de Pozuelo 2015, à Madrid.

### Jeux olympiques
- 2016 (Rio de Janeiro) : 11e  par équipe, 46e du concours général individuel

### Championnats d'Europe
- 2016 (Berne - Sénior) :  3e par équipe [27],[28],[29]

### Championnats de France

#### Championnats de France en individuel
- 2017 (Les Ponts-de-Cé - Elite) :  2e ex-æquo au saut, 10e au concours général [30] ,[31]
- 2016 (Mulhouse - Senior) :  3e au sol, 6e au concours général et 5e aux barres[32],[33],[34]
- 2015 (Rouen - Junior) : 6e au concours général et 4e à la poutre [35],[36]
- 2013 (Cognac - Espoir) :  2e au concours général [37]
- 2012 (Nantes - Espoir) : 15e au concours général [38]

#### Championnats de France par équipe
- 2016 (Mouilleron le Captif) : 50e en équipe avec l'Elan Gymnique Rouennais[39] au Top 12
- 2016 (Dunkerque) : 1re en équipe avec l'Elan Gymnique Rouennais[40] au 1/2 Finale Coupe de France
- 2015 (Rouen) : 10e en équipe avec l'ASCM Toulon au Top 12 [41]
- 2014 (Agen) : 10e en équipe avec l'ASCM Toulon au Top 12 [42]
- 2013 (Mulhouse) : 6e en équipe avec l'ASCM Toulon au Top 12[43]

### Coupes nationales
- 2015 (Les Ponts-de-Cé - Sénior) : 5e au concours général [44]
- 2014 (Mouilleron-le-Captif - Junior) : 9e au concours général [45]
- 2013 (Mouilleron-le-Captif - Junior) :  3e au concours général [46]
- 2012 (Metz - Espoir) :  1re au concours général [47]
- 2011 (Bourges - Avenir) :  1re au concours général[48]

### Tournois internationaux
- 2016 Test Event (Rio - Brésil) :
  - 4e par équipe
- 2016 Tournoi international de Jésolo (Italie) :
  - 4e par équipe
- 2016 Woga Classic (Dallas - USA) :
  - 4e au concours général
  -  2e à la poutre
- 2015 Top Gym  (Charleroi - Belgique) :
  - 4e au concours général
  -  3e aux barres asymétriques
  -  2e à la poutre
- 2015 Master Elite Massillia (Marseille - France) :
  - 6e par équipes
  -  3e aux barres asymétriques
- 2015 Gympies Gymnova Cup (Keerbergen - Belgique) :
  -  1re en équipe
  -  1re au concours général
  -  1re aux barres asymétriques
  -  1re au saut
  -  2e au sol
- 2013 International Gymnix (Montréal - Québec) :
  - 11e au concours général
  - 7e au sol

### Fiches sportives
- Ressources relatives au sport :   - CIO
  - EspritBleu
  - Fédération internationale de gymnastique
  - Fédération internationale de gymnastique
  - The Gymternet
  - Olympedia
- Gymsport.fr, site officiel d'Oréane Lechenault
- Oréane Lechenault sur le site de la FFGym
- Oreane Lechenault France

### Articles de presse
- Oréane Lechenault : une généraliste pleine d’ambitions
- Dans la peau d’une maman : témoignages à cœur ouvert